# فرودگاه شهری کیلارنی
فرودگاه شهری کیلارنی (به انگلیسی: Killarney Municipal Airport) یک فرودگاه خصوصی است . این فرودگاه در کشور کانادا قرار دارد و در ارتفاع ۵۱۲ متری از سطح دریا واقع شده است.